# Karl Darlow
Karl Darlow (ur. 8 października 1990 w Northampton) – angielski piłkarz występujący na pozycji bramkarza w angielskim klubie Leeds United.
Wychowanek Nottingham Forest, dla którego zaliczył 111 spotkań i zachował 35 czystych kont. W swojej karierze występował również m.in. w Newcastle United.